# اندری سمنکو
اندری سمنکو (اوکراینی: Андрій Миколайович Семенко؛ زادهٔ ۱۷ ژوئیهٔ ۱۹۹۳) بازیکن فوتبال اهل اوکراین است.